# Al-Karamah Sporting Club
L'Al-Karamah Sporting Club (in arabo الكرامة) è una società calcistica siriana di Homs. Milita nella Prima Lega, la massima serie del campionato siriano di calcio.
Fondata nel 1926, è una delle squadre di calcio più antiche e più forti dell'Asia. Ha vinto 8 campionati siriani, 8 Coppe di Siria e 2 Supercoppe di Siria. È stata la prima squadra siriana a vincere campionato e coppa nazionale (il cosiddetto double) nello stesso anno, nel 1996, riuscendo nuovamente nell'impresa nel 2007. Gioca le partite casalinghe allo stadio Khalid ibn al-Walid (32 000 spettatori).
Nell'AFC Champions League 2006 l'Al-Karama è stato sconfitto in finale dai sudcoreani dello Jeonbuk Motors: il 1º novembre 2006 lo Jeonbuk Motors ha battuto l'Al-Karama per 2-0, mentre la gara di ritorno in Siria si è chiusa sul 2-1 per l'Al-Karama per 2-1, risultato insufficiente per avere la meglio sui sudcoreani. Nella Coppa dell'AFC 2009 la squadra è stata sconfitta in finale dall'Kuwait SC per 2-1.

## Palmarès

### Competizioni nazionali
- Prima Divisione Siria: 8

1974-1975, 1982-1983, 1983-1984, 1995-1996, 2005-2006, 2006-2007, 2007-2008, 2008-2009
- Coppe di Siria: 8

1982-1983, 1986-1987, 1994-1995, 1995-1996, 2006-2007, 2007-2008, 2008-2009, 2009-2010
- Supercoppe di Siria: 2

1985, 2008

### Altri piazzamenti
- Coppa della Siria:

Finalista: 1989-1990, 1997-1998, 2016-2017
- AFC Champions League:

Finalista: 2006
- Coppa dell'AFC:

Finalista: 2009